# Čukotskij rajon
Il Čukotskij rajon è un rajon (distretto) del Circondario autonomo di Čukotka, nella Russia siberiana nordorientale. Il capoluogo è Lavrentija.

## Località abitate

La posizione dei centri abitati all'interno del rajon

Le località abitate nel rajon sono tutte località rurali.
- Ėnurmino (Энурмино)
- Inčoun (Инчоун)
- Lavrentija (Лаврентия, capoluogo del rajon)
- Lorino (Лорино)
- Neškan (Нешкан)
- Uėlen (Уэлен)